# Euploea parvipunctata
Euploea parvipunctata är en fjärilsart som beskrevs av Hans Fruhstorfer 1910. Euploea parvipunctata ingår i släktet Euploea och familjen praktfjärilar. Inga underarter finns listade i Catalogue of Life.